# Федюково
Федюко́во (рос. Федюково) — присілок у складі Подольського міського округу Московської області, Росія.

## Населення
Населення — 2785 осіб (2010; 2145 у 2002).
Національний склад (станом на 2002 рік):
- росіяни — 94 %